# 63式130毫米自行火箭炮
63式130毫米自行火箭炮是中國製的一款轮式自行多管火箭炮車，1963年设计定型，命名为“1963年式130毫米火箭炮”。曾大量装备中国人民解放军部队。该炮曾在79年中越战争中使用。

## 型号
该炮武裝系统為19管130毫米口径火箭定向发射器，无缝钢管定向器长1050毫米，19管联装分两排呈上下兩層置于箱形桁架上，上層10管下層9管。每根定向管后上方都装有弹簧式闭锁挡弹装置和导电装置；发火装置以汽车的蓄电池为发火电源，并备有车外发射装置。配用130毫米火箭弹，最大射程10公里。
整个火箭炮以座圈为基础安装在NJ230型4轮越野车底盘上。
另有一種改型63-1式，改用EQ240型6轮越野车作底盘，车内增设炮手座位，增加了彈艙。

## 历史
1958年大跃进运动中，山西省军区军区副司令员蔡爱卿组织协调地方军工厂开展研制防空火箭炮，1959年2月试制出的8管130毫米火箭炮首次射击试验成功后，省军区设立101火箭研究委员会办公室。1959年6月总后军械部提出16管130火箭炮设计指标，以GAZ-63为载具，1959年11月试制成功并开始射击试验。1960年12月军委炮兵提出新的设计指标，1961年9月总装出样品开始工厂与靶场射击试验。1962年5月火箭弹完成工厂改进。1962年10月至1963年2月通过了国家靶场试验。1963年7月批准定型。